# Santa Elena, Chicomuselo
Santa Elena är en ort i Mexiko.   Den ligger i kommunen Chicomuselo och delstaten Chiapas, i den sydöstra delen av landet, 800 km sydost om huvudstaden Mexico City. Santa Elena ligger 1 093 meter över havet och antalet invånare är 167.
Terrängen runt Santa Elena är bergig åt sydost, men åt nordväst är den kuperad. Terrängen runt Santa Elena sluttar norrut. Runt Santa Elena är det ganska tätbefolkat, med 111 invånare per kvadratkilometer. Närmaste större samhälle är Chicomuselo, 9,6 km nordost om Santa Elena. I omgivningarna runt Santa Elena växer huvudsakligen savannskog.